# Racestuur (computer)

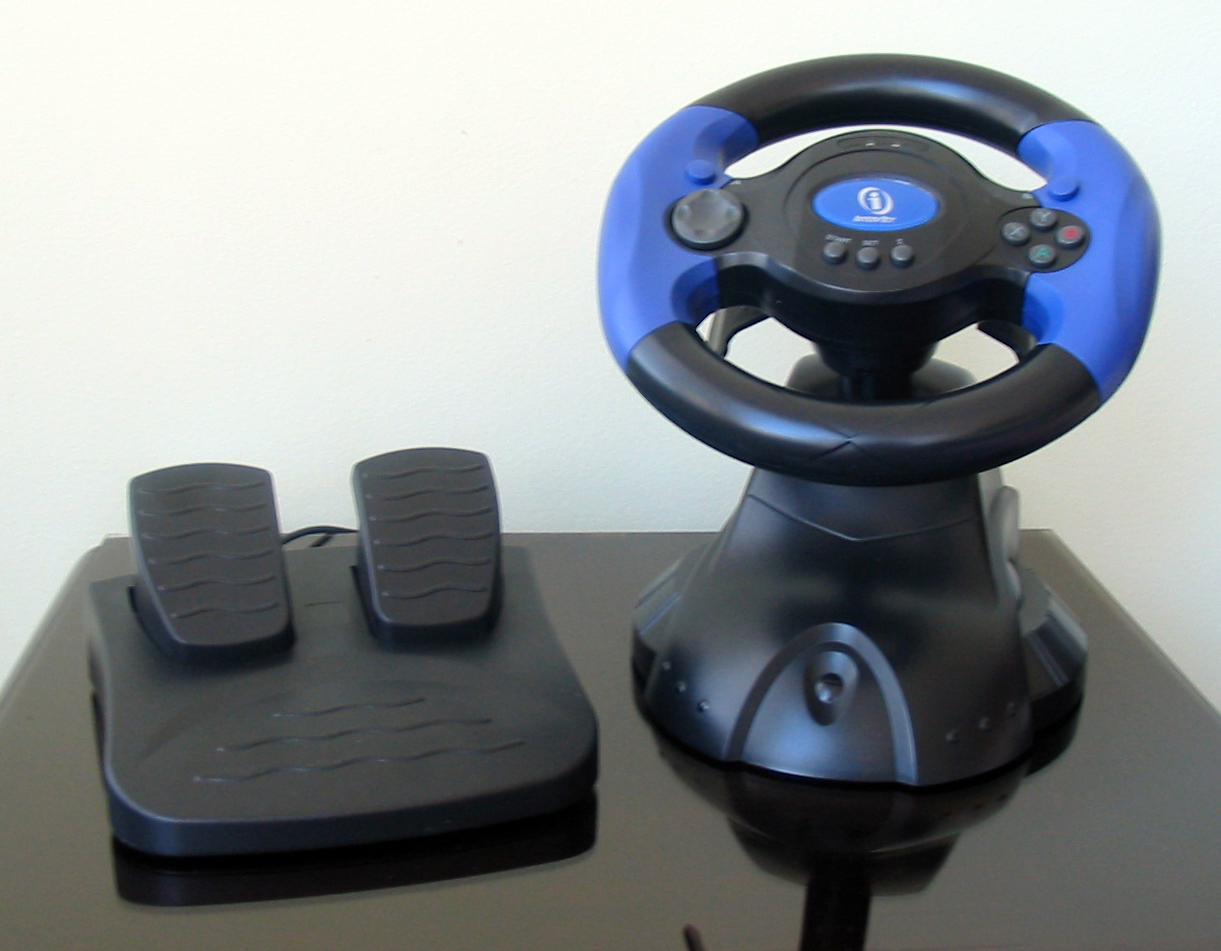

Een racestuur is een spelbesturingsapparaat in de vorm van een autostuurwiel en is ontworpen om het gevoel van een echt autostuur op te roepen. Het wordt voornamelijk met een racespel gebruikt. Een eenvoudige uitvoering is meestal niet veel meer dan een paddle met een stuur. De uitgebreidere varianten beschikken daarnaast meestal ook over force feedback en meerdere pedalen.
Daarnaast bestaan er racesturen voor de Xbox en de PlayStation. Daarnaast bestaan er racesturen die met een USB-kabel op een computer kunnen worden aangesloten. 
Ook in speelhallen zijn vaak racesturen te vinden op arcade-automaten waarop racespellen kunnen worden gespeeld. Dit wordt dan vaak gecombineerd met een meebewegende behuizing, zodat spelers een zeer realistische race-ervaring beleven bij het spelen van deze spellen. 
Voor de Wii bestaan er racesturen (Wii Wheels) waarin de Wii-afstandsbediening kan worden geklikt. Hierbij wordt de Wii-afstandsbediening als spelbesturing gebruikt. Een dergelijk stuur werd meegeleverd met het spel Mario Kart, maar de sturen werden ook los verkocht.